# نشان لیبراسیون
نشان لیبراسیون (به فرانسوی: Ordre de la Libération) نشان افتخاری بود که به قهرمانان آزادی فرانسه در خلال جنگ دوم جهانی اعطا شد. این نشان بسیار برجسته بوده و پس از لژیون دونور قرار می‌گرفته و به تعداد محدودی اهدا شده است. همچنین افراد غیرفرانسوی‌ای چون جرج ششم و وینستون چرچیل به گرفتن آن مفتخر شده‌اند.